# ESIEE Paris
ESIEE Paris es una gran escuela de ingeniería situada en Marne-la-Vallée. La escuela fue creada en 1904 con el nombre de École Breguet.
La ESIEE de París ofrece a sus estudiantes una formación de ingeniería general con el objetivo de capacitarlos para diseñar, producir y supervisar sistemas industriales complejos, cumpliendo con estrictas limitaciones económicas y enfrentándose a un entorno internacional. Para ello, la escuela imparte una formación científica y tecnológica avanzada, que se actualiza con frecuencia para seguir el ritmo de los cambios en las tecnologías de vanguardia y se complementa con su asociación a la enseñanza de idiomas, cultura general, economía y humanidades.

## Graduados famosos
- Marcel Dassault, un ingeniero, empresario, político y productor de cine francés
- Émile Dewoitine, un ingeniero e industrial francés
- Yann LeCun, un informático franco-estadounidense